# Joakim Nyström
Joakim Nyström (narozen 20. února 1963) je bývalý švédský profesionální tenista. Ve své kariéře na okruhu ATP Tour vyhrál 13 turnajů ve dvouhře a osm ve čtyřhře. V roce 1985 vyhrál čtyřhru ve Wimbledonu, se spoluhráčem Mats Wilanderem. Dvakrát vyhrál Davisův pohár družstev.
Na žebříčku ATP byl nejvýše ve dvouhře klasifikován v březnu 1986 na 7. místě.
Nyström působil ve funkci nehrajícího kapitána švédského ženského Fed cupového týmu, a jako asistent i u švédského Davis cupového týmu mužů. Trénoval profesionální tenisové hráče Jarkko Nieminena z Finska a Rakušana Jürgena Melzera.

## Finále na turnajích ATP World Tour

### Dvouhra: 18 (13–5)
| Stav      | Č.  | Datum | Turnaj       | Povrch      | Soupeř ve finále | Výsledek                |
| --------- | --- | ----- | ------------ | ----------- | ---------------- | ----------------------- |
| Finalista | 1.  | 1983  | Mnichov      | antuka      | Tomáš Šmíd       | 0–6, 3–6, 6–4, 6–2, 5–7 |
| Vítěz     | 1.  | 1983  | Sydney       | tráva       | Mike Bauer       | 2–6, 6–3, 6–1           |
| Vítěz     | 2.  | 1984  | Gstaad       | antuka      | Brian Teacher    | 6–4, 6–2                |
| Vítěz     | 3.  | 1984  | North Conway | antuka      | Tim Wilkison     | 6–2, 7–5                |
| Finalista | 2.  | 1984  | Barcelona    | antuka      | Mats Wilander    | 6–7, 4–6, 6–0, 2–6      |
| Vítěz     | 4.  | 1984  | Basel        | tvrdý       | Tim Wilkison     | 6–3, 3–6, 6–4, 6–2      |
| Vítěz     | 5.  | 1984  | Kolín        | tvrdý (h)   | Miloslav Mečíř   | 7–6, 6–2                |
| Vítěz     | 6.  | 1985  | Mnichov      | antuka      | Hans Schwaier    | 6–1, 6–0                |
| Vítěz     | 7.  | 1985  | Gstaad       | antuka      | Andreas Maurer   | 6–4, 1–6, 7–5, 6–3      |
| Finalista | 3.  | 1985  | Palermo      | antuka      | Thierry Tulasne  | 2–6, 0–6                |
| Vítěz     | 8.  | 1986  | Toronto      | koberec (h) | Milan Šrejber    | 6–1, 6–4                |
| Vítěz     | 9.  | 1986  | La Quinta    | tvrdý       | Yannick Noah     | 6–1, 6–3, 6–2           |
| Finalista | 4.  | 1986  | Milán        | koberec     | Ivan Lendl       | 2–6, 2–6, 4–6           |
| Vítěz     | 10. | 1986  | Rotterdam    | koberec (h) | Anders Järryd    | 6–0, 6–3                |
| Vítěz     | 11. | 1986  | Monte Carlo  | antuka      | Yannick Noah     | 6–3, 6–2                |
| Vítěz     | 12. | 1986  | Madrid       | antuka      | Kent Carlsson    | 6–1, 6–1                |
| Finalista | 5.  | 1987  | Lyon         | antuka      | Yannick Noah     | 4–6, 5–7                |
| Vítěz     | 13. | 1987  | Båstad       | antuka      | Stefan Edberg    | 4–6, 6–0, 6–3           |